# Donald A. Thomas
Pour les articles homonymes, voir Donald Thomas (homonymie) et Thomas.
Donald Alan Thomas est un astronaute américain né le 6 mai 1955.

## Vols réalisés
- Columbia STS-65, lancée le 8 juillet 1994
- Discovery STS-70, lancée le 13 juillet 1995
- Columbia STS-83, lancée le 4 avril 1997
- Columbia STS-94, lancée le 1er juillet 1997